# Артеди, Петер
Петер Артеди (швед. Peter Artedi), Петрус Артеди (лат. Petrus Artedi), Петрус Арктедиус (лат. Petrus Arctaedius) (1705—1735) — шведский натуралист, «отец ихтиологии»; друг и соученик Карла Линнея.

## Биография
Родился 27 февраля (10 марта по новому стилю) в 1705 году в приходе Анундшё в Онгерманланде (лен Вестерноррланд, Швеция). Изначально он носил имя Пер Арктедиус (Per Arctædius), однако позже он несколько раз его менял. Родителями Пера были викарий Улаф Арктедиус (швед. Olof Arctædius, лат. Olaus Arctaedius, 1670—1728) и его вторая жена Хелена, урождённая Сидения (швед. Helena Sidenia, около 1680—1759). Пер был вторым ребёнком в семье и единственным сыном.
Известно о сильном интересе Артеди к флоре и фауне родных мест, который был заметен ещё во время жизни семьи в Анундшё.
В сентябре 1716 года семья переехала в местечко Нурдмалинг в Вестерботтене (около города Умео). Пер целыми днями пропадал на берегу Ботнического залива, изучая прибрежную жизнь. В том же 1716 году Пер начал учиться в начальной школе в городе Хернёсанде в Вестерноррланде, затем там же, в Хернёсанде, он перешёл в среднюю школу, в которой учителем был его дед, Петрус Мартини Арктедиус (лат. Petrus Martini Arctaedius, около 1635—1719). Возможно, именно в память о деде Пер сменил своё имя на Петер (Петрус); когда именно это произошло, в точности неизвестно.
30 октября 1724 года Артеди был зачислен в Уппсальском университете под именем Петрус Арктелиус (лат. Petrus Arctelius). Он изучал классические языки, теологию, медицину и естествознание; он считался в университете одним из лучших студентов в области естествознания.
В 1728 году состоялась встреча Артеди с Карлом Линнеем (1707—1778) — будущим великим естествоиспытателем и врачом. Линней летом этого года перевёлся из Лундского университета в Уппсальский. Вместе они начали работу по критическому пересмотру естественноисторических классификаций, существовавших к тому моменту. Линней преимущественно занимался растениями в целом, Артеди — рыбами, земноводными амфибиями и зонтичными растениями. Уровень преподавания в обоих университетах был не слишком высок и большую часть времени студенты занимались самообразованием.
В том же 1728 году Артеди получил известие о том, что 7 августа скончался его отец. В связи с этим он вынужден был вернуться в Нордмалинг, чтобы помочь семье пережить зиму. Обратно в Уппсалу он вернулся, вероятно, в марте 1729 года.
В Уппсале в то время работал профессор медицины Ларс Руберг (1664—1742). Руберг был последователем философии киников, казался человеком странным, одевался плохо, однако был талантливым учёным и владельцем большой библиотеки. Ятрофизика (механистическая физиология), последователем которой он был, основывалась на том, что всё многообразие мира имеет единое устройство и может быть сведено к относительному небольшому числу рациональных законов, подобно тому, как физика сводится к законам Ньютона. Основной постулат этого учения, «человек есть машина» (лат. homo machina est), применительно к медицине в изложении Руберга выглядел следующим образом: «Сердце — насос, лёгкие — кузнечный мех, живот — корыто». В целом же такой механистический подход к явлениям природы способствовал проведению множества параллелей как между различными областями естествознания, так и между природой и социально-культурыми явлениями. Именно на подобных взглядах строились планы реформирования всей науки о природе, которые строили Линней и его друг Петер Артеди; их идея заключалась в создании единой упорядоченной системы знаний, которая бы легко поддавалась обзору.
Вскоре после того, как Линней стал работать в Голландии, туда переехал и Артеди. Он стал работать в Амстердаме, приводя в порядок коллекции путешественника, зоолога и фармацевта Альберта Себа (1665—1736). Артеди успел закончить свой обобщающий труд по ихтиологии, а также определил всех рыб из собрания Себа и сделал их описание. К несчастью, 27 сентября 1735 года Артеди утонул в канале (в так называемом Gracht), оступившись при возвращении домой в ночное время.

## Публикации научного наследия Артеди
Линней и Артеди завещали друг другу свои рукописи, однако за выдачу рукописей Артеди хозяин квартиры, в которой тот жил, потребовал большой выкуп, который был уплачен Линнеем благодаря содействию бургомистра Амстердама и директора Голландской Ост-Индской компании Джорджа Клиффорда (1685—1760) — покровителя Линнея. Позже Линней подготовил рукопись своего друга к печати и издал её (Ichtyologia, 1738). Линней также использовал в своих работах предложения Артеди по классификации рыб и зонтичных.
Второе, исправленное, издание Ichtyologia было подготовлено Вольбаумом и опубликовано в 1788—1789 годах.
Шнейдер издал в 1789 году отдельно четвёртую часть работы Артеди Synonymia piscium — сочинения, пользовавшегося известностью, хотя в нём китовые отнесены ещё к рыбам.

## В честь Артеди
Карл Линней в честь Петера Артеди назвал род Artedia (Артедия). Это монотипный род зонтичных травянистых растений, встречающихся на Кипре и Ближнем Востоке.